# Moriles

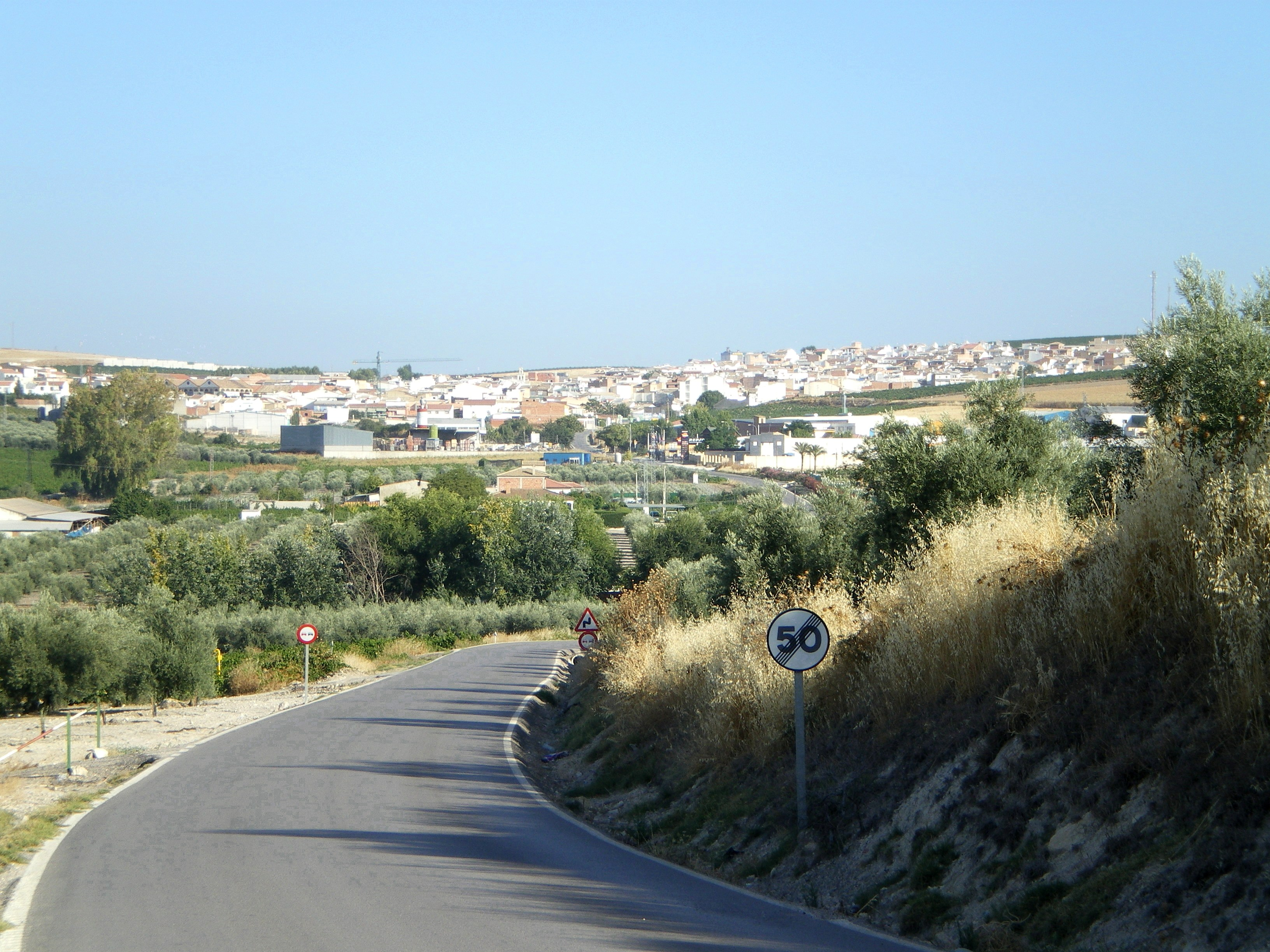
Moriles (2009)

Moriles is een gemeente in de Spaanse provincie Córdoba in de regio Andalusië met een oppervlakte van 19 km². In 2007 telde Moriles 3989 inwoners.

## Demografische ontwikkeling
Bron: INE, 1857-2011: volkstellingen
Opm.: Tot 1920 behoorde Moriles tot de gemeente Aguilar de la Frontera